# Bagre
Bagre — рід риб з родини Арієві ряду сомоподібних. Має 4 види.

## Опис
Загальна довжина представників цього роду коливається від 38 до 95 см. Голова масивна. Очі великі. Верхня щелепа трохи довша за нижню. Є 4 пари вусів, з яких 2 пари довші. Тулуб кремезний, витягнутий. Спинний плавець високий, з короткою основою, довгим гострим шипом. Грудні плавці великі, кожен з довгим гострим шипом. Черевні плавці невеличкі. Жировий плавець крихітний. Анальний плавець помірно довгий, високий. Хвостовий плавець подовжений, розрізаний.
Забарвлення коричневе з різними відтінками.

## Спосіб життя
Це морські соми. Заходять у солонуваті гирла річок, деякі можуть підніматися високо річками, в прісні води. Активні у присмерку або вночі. Живляться безхребетними і дрібною рибою.

## Розповсюдження
Мешкають біля берегів Каліфорнії, Еквадору, Мексики, Колумбії і Куби.

## Види
- Bagre bagre
- Bagre marinus
- Bagre panamensis
- Bagre pinnimaculatus